# Грювер (Айова)
Грювер (англ. Gruver) — місто (англ. city) в США, в окрузі Еммет штату Айова. Населення — 63 особи (2020).

## Географія
Грювер розташований за координатами 43°23′35″ пн. ш. 94°42′13″ зх. д. / 43.39306° пн. ш. 94.70361° зх. д. (43.393129, -94.703558).  За даними Бюро перепису населення США в 2010 році місто мало площу 0,34 км², уся площа — суходіл.

## Демографія
Згідно з переписом 2010 року, у місті мешкали 94 особи в 38 домогосподарствах у складі 24 родин. Густота населення становила 279 осіб/км².  Було 40 помешкань (119/км²).
Расовий склад населення:
| - 97,9 % — білих - 2,1 % — чорних або афроамериканців |

До двох чи більше рас належало 0,0 %. Частка іспаномовних становила 1,1 % від усіх жителів.
За віковим діапазоном населення розподілялося таким чином: 28,7 % — особи молодші 18 років, 56,4 % — особи у віці 18—64 років, 14,9 % — особи у віці 65 років та старші. Медіана віку мешканця становила 32,5 року. На 100 осіб жіночої статі у місті припадало 123,8 чоловіків;  на 100 жінок у віці від 18 років та старших — 97,1 чоловіків також старших 18 років.
Середній дохід на одне домашнє господарство  становив 58 026 доларів США (медіана — 47 000), а середній дохід на одну сім'ю — 68 060 доларів (медіана — 60 417). За межею бідності перебувало 10,2 % осіб, у тому числі 0,0 % дітей у віці до 18 років та 4,0 % осіб у віці 65 років та старших.
Цивільне працевлаштоване населення становило 52 особи. Основні галузі зайнятості: транспорт — 23,1 %, освіта, охорона здоров'я та соціальна допомога — 15,4 %, виробництво — 9,6 %, фінанси, страхування та нерухомість — 9,6 %.